# Тонков, Александр Анатольевич
Александр Анатольевич Тонков (род. 28 июля 1993, Кунгур, Пермская область, Россия) — российский спортсмен, мастер спорта России, директор команды MMT Motorsports.

## Карьера
Начал тренироваться под руководством отца Анатолия Тонкова, который до этого тренировал старшего сына — Виталия — двукратного чемпиона Европы, многократного чемпиона России.
В 2003 году выступал в Германии, занял 4-е место в одноэтапном чемпионате мира в классе 85 куб. см.
В 2004 году призёр молодёжного первенства России в классе 80-А (до 12 лет).
В 2006 году выиграл командный чемпионат России, в 2007 — 4-е место на чемпионате мира, серебряный призёр Чемпионата Европы.
В 2008 году в чемпионате России выиграл класс 85 куб. см.
С 2010 году выступал в чемпионате мира в классе МХ-2 (в 2013 г. занял 13-е место). По итогам ЧМ-2014 занял 8-е место.
В 2015 года выслан из Бельгии с аннулированием визы (в паспорте стоял неправильный штамп). После этого не мог участвовать в чемпионатах мира и Европы.
Чемпион России по мотокроссу 2017 года в классе 250 куб. см.